# ケリー・ローワン
ケリー・ローワン（Kelly Rowan、1965年10月26日 - ）は、カナダの女優。
オタワ出身。テレビドラマ『The O.C.』でキルスティン・コーエン役を演じたことで知られる
2007年にカナダの大富豪デイヴィッド・トムソンと婚約したが、翌2008年に破局、しかしその後、彼との間に出来た子供をロサンゼルスで出産した。

## 主な出演作品

### 映画
- ザ・ゲート The Gate (1987)
- フック Hook (1991)
- キャンディマン2 Candyman: Farewell to the Flesh (1995)
- ブラックフォックス3 ～軌跡の果て～ Black Fox: Good Men and Bad (1995) テレビ映画
- 暗殺者 Assassins (1995)
- 天使が見た夢 A Match Made in Heaven (1997) テレビ映画
- 187（ワンエイトセブン） One Eight Seven (1997)
- シリアル・フロー～狙われたフィアンセ When He Didn't Come Home (1998) テレビ映画
- アン・ライスの囁く骨 Rag and Bone (1998) テレビ映画
- アンラッキー・ナイト/災難がいっぱい! Late Last Night (1999) テレビ映画
- スリー・トゥ・タンゴ Three to Tango (1999)
- 情熱の迷走 A Crime of Passion (1999) テレビ映画
- JUSTICE 必殺 Proximity (2001)

### テレビドラマ
- ダラス Dallas (1991)
- 新アウターリミッツ The Outer Limits (1995-1998)
- The O.C. The O.C. (2003-2007)
- パーセプション 天才教授の推理ノート Perception (2012-2015)